# Abdallahi Mahmoud
Abdallahi Mahmoud (en arabe : عبد الله محمود), né le 4 mai 2000 à Dar Naim, est un footballeur international mauritanien qui évolue au poste de milieu relayeur à l'AC Bellinzone, en prêt du Deportivo Alavés.

## Carrière

### En club
Il est formé au FC Nouadhibou où il fait ses débuts professionnels en 2017. Le 8 août 2018, il signe en faveur du Deportivo Alavés. Il joue lors de la saison 2018-2019 avec l'équipe réserve en quatrième division. Auteur d'un but en 12 apparitions, il termine la saison en beauté après la promotion en troisième division.
Il joue son premier match en Liga le 27 juin 2020 lors de la défaite contre l'Atlético Madrid.
Le 18 août 2021, il est prêté au NK Istra.

### En sélection
Il dispute sa première compétition internationale lors de la Coupe d'Afrique des nations 2021. En décembre 2023, il est retenu dans la liste des vingt-cinq joueurs mauritaniens sélectionnés par Amir Abdou pour disputer la Coupe d'Afrique des nations 2023.